# Eglasmühle
Eglasmühle ist ein Gemeindeteil der Stadt Berching im Landkreis Neumarkt in der Oberpfalz.

## Lage
Das Dorf liegt in der Südlichen Frankenalb beziehungsweise im Naturpark Altmühltal am rechten Talrand und im Talgrund der Sulz südlich des Gemeindesitzes Berching beiderseits des Main-Donau-Kanals auf 370 bis 390 m ü. NHN.

## Geschichte
Ein 1186 erwähntes „Egolfeswilare“ könnte identisch sein mit dem heutigen Dorf Eglasmühle. Das Dorf mit seiner Mühle an der Sulz, im 19. Jahrhundert noch als Eglofsmühle, ursprünglich wohl „Mühle eines Egilolf“, bezeichnet, gehörte im Alten Reich im Territorialgebiet des Hochstiftes Eichstätt grundherrlich dem Benediktinerkloster Plankstetten. Überliefert ist, dass Abt Ulrich von Dürner (reg. 1461–1494) in den 1480er Jahren bei Eglasmühle neue Klosterweinberge mit fränkischen Fechsern anlegen ließ. An der Straße Plankstetten-Eglasmühle ließ in der Barockzeit Abt Maurus Xaverius Herbst (reg. 1742–1757) 1749 eine Kapelle mit der Statue „Jesus im Kerker“ errichten.
Gegen Ende des Alten Reiches, um 1800, bestand das Dorf aus 16 Anwesen, nämlich zwei Höfen, sechs Gütern, sechs Gütlein, einem Leerhaus, also einem Haus ohne nennenswerten Grundbesitz, und einer Mühle. Die Vogtei, die Dorf- und Gemeindeherrschaft übte das Kloster Plankstetten aus, während das Hochgericht vom fürstbischöflichen Propstamt Berching, zum hochstiftischen Oberamt Beilngries-Hirschberg gehörend, wahrgenommen wurde.
Bei der Säkularisation kam das untere Hochstift, zu dem das Propstamt Berching und damit auch Eglasmühle gehörte, 1802 an Großherzog Erzherzog Ferdinand III. von Toskana und 1806 an das neue Königreich Bayern und dort in das Landgericht Beilngries. Bei der Bildung der Steuerdistrikte 1809 wurde Eglasmühle mit Biberbach, der Gösselthalmühle und Plankstetten Teil des Steuerdistrikts Plankstetten. Bei dieser Konstellation blieb es bei der Bildung der Ruralgemeinden 1811 – zunächst, denn mit dem Gemeindeedikt von 1818 wurde die Gemeinde Plankstetten aus Plankstetten selber mit dem Staudenhof und mit dem Dorf Eglasmühle gebildet.
1871 gab es im Dorf, zur Pfarrei und Schule Plankstetten gehörend, sieben Pferde und 60 Stück Rindvieh.
Im Zuge der bayerischen Gebietsreform schloss sich Plankstetten und damit auch Eglasmühle 1978 der Stadt Berching im Landkreis Neumarkt i. d. Opf. an.

### Einwohnerentwicklung
- 1830: 85 (17 Häuser und 1 Mühle an der Sulz)[11]
- 1871: 70 (83 Gebäude)[10]
- 1900: 80 (18 Wohngebäude)[12]
- 1950: 107 (19 Anwesen)[6]
- 1961: 91 (20 Wohngebäude)[13]
- 1987: 82 (20 Wohngebäude, 23 Wohnungen)[14]
- 2012: 99[15]
- 2021: 123[1]

## Baudenkmäler
Als Baudenkmäler gelten eine Marienkapelle mit Türmchen aus dem 19. Jahrhundert, die Bauernhäuser Nr. 4 und 14 aus dem 18./19. Jahrhundert (Wohnstallbauten mit Kalkplattendach), die ehemalige Mühle (Haus-Nr. 17), ein Steinbau mit Fachwerkgiebel aus dem 17. Jahrhundert mit zeitgleichem Steinstadel, sowie ein Bildstock am Weg nach Berching.

## Naturdenkmal Krügerloch
Südwestlich von Eglasmühle, am linken Talrand der Sulz, befindet sich das als „wertvoll“ bezeichnete Naturdenkmal Krügerloch, auch Kruzerloch genannt. Es handelt sich um eine etwa 9 m lange, 12 m breite und 4 m hohe Höhle im Doggersandstein, die teils natürlich, teils künstlich entstanden ist, wahrscheinlich, als unter dem Eichstätter Fürstbischof Johann Anton I. Knebel von Katzenelnbogen im frühen 18. Jahrhundert hier nach Silber gesucht wurde, aber nur Schwefelkies gefunden wurde. Der Stollen soll 45 Schritte in den Berg hineingereicht haben. „Vor alten Zeiten“ soll hier ein Klausner gewohnt haben.

## Verkehr
Der Ort ist aus südlicher Richtung von Plankstetten her und aus östlicher Richtung von der Bundesstraße 229 her über Gemeindeverbindungsstraßen zu erreichen.

## Vereine
- Obst- und Gartenbauverein Plankstetten-Eglasmühle

## Sonstiges
- Die Mühle des Dorfes, die „Schneemühle“, wird durch das Kloster Plankstetten beziehungsweise die Diözese Eichstätt seit den frühen 1980er Jahren als Jugendbegegnungsstätte genutzt.[18]
- Im Heimatmuseum Berching ist ein Schrank aus Eglasmühle zu sehen, der um 1850 entstanden ist und aus der Werkstätte Ainmiller in Plankstetten stammt.
- Am unteren Hang auf der linken Sulztalseite ist der Ludwig-Donau-Main-Kanal noch vorhanden.